# Михайлівська сільська рада (Коростенський район)
Михайлівська сільська рада — колишня адміністративно-територіальна одиниця та орган місцевого самоврядування у Коростенському (Ушомирському) районі і Коростенській міській раді Коростенської і Волинської округ, Київської й Житомирської областей Української РСР та України з адміністративним центром у с. Михайлівка.

## Населені пункти
Сільській раді були підпорядковані населені пункти:
- с. Михайлівка
- с. Плещівка

## Населення
Кількість населення ради, станом на 1923 рік, становила 1 492 особи, кількість дворів — 339.
Відповідно до результатів перепису населення СРСР, кількість населення ради, станом на 12 січня 1989 року, становила 1 668 осіб.
Станом на 5 грудня 2001 року, відповідно до перепису населення України, кількість мешканців сільської ради становила 1 296 осіб.

## Склад ради
Рада складалася з 16 депутатів та голови.

### Керівний склад сільської ради
| ПІБ                            | Основні відомості                                                 | Дата обрання | Дата звільнення |
| ------------------------------ | ----------------------------------------------------------------- | ------------ | --------------- |
| Максимчук Микола Володимирович | Сільський голова, 1951 року народження, освіта, безпартійний      | 26.03.2006   | 31.10.2010      |
| Кравець Микола Васильович      | Сільський голова, 1969 року народження, освіта вища, безпартійний | 31.10.2010   |                 |

Примітка: таблиця складена за даними джерела

## Історія
Створена 1923 року в с. Михайлівка Коростенської волості Коростенського повіту Волинської губернії. 25 січня 1926 року підпорядковано с. Плещівка Межиріцької сільської ради Ушомирського (згодом — Коростенський) району. Станом на 17 грудня в підпорядкуванні значилися хутори Журавлинка та Рогачівка. На 1 жовтня 1941 року числилися станція Бехи, Кар'єр та х. Цегельня, хутори Журавлинка та Рогачівка не перебували на обліку населених пунктів.
Станом на 1 вересня 1946 року сільська рада входила до складу Коростенського району Житомирської області, на обліку в раді перебували села Михайлівка та Плещівка, ст. Бехи, Кар'єр та х. Цегельня не значилися в обліку населених пунктів.
На 1 січня 1972 року сільська рада входила до складу Коростенського району Житомирської області, на обліку в раді перебували села Михайлівка та Плещівка.
Виключена з облікових даних 17 липня 2020 року. Територію та населені пункти ради, відповідно до розпорядження Кабінету Міністрів України № 711-р від 12 червня 2020 року «Про визначення адміністративних центрів та затвердження територій територіальних громад Житомирської області», включено до складу Коростенської міської територіальної громади Коростенського району Житомирської області.
Входила до складу Коростенського (Ушомирського, 7.03.1923 р., 28.02.1940 р.) району та Коростенської міської ради (1.06.1935 р.).